# Sân bay Ukhta
Sân bay Ukhta (cũng gọi là Ust Ukhta) (IATA: UCT, ICAO: UUYH) là một sân bay dân sự ở Nga, 5 km về phía đông của Ukhta (gần Sosnogorsk). Sân bay này có một đường băng dài 2.650 m, phục vụ máy bay cỡ vừa.

## Các hãng hàng không và các điểm đến
- Komiinteravia (Pechora, Syktyvkar, Usinsk)
- UTair (Krasnodar, Moskva-Vnukovo)